# 借位
借位（しゃくい）とは、官人に高い位階を仮に授けること。借叙（しゃくじょ）とも言う。
本来の位階よりも高い位階が担当すべき任務を命ぜられた場合にその任務に見合った官位相当に合わせるために行われ、その任務の成果次第によってはその位階が正式に叙せられる場合があった。主に行われたのは遣唐使のような遣外使節や逆に外国使者の送迎使節に対して任命される例、地方行政の安定化のために郡司などに対して借位を行い、その統治の成績によって実際に叙位する場合があった。